# Río Cheyenne
El río Cheyenne (del inglés: Cheyenne River) es un río del norte de Estados Unidos que fluye en dirección noreste a través de los estados de Wyoming y Dakota del Sur, hasta desaguar en el río Misuri (en el centro de Dakota del Sur) formando el lago Oahe. Tiene una longitud de 848 km.
La presa Angostura es parte del proyecto de irrigación de la cuenca del Misuri emplazada sobre el río cerca de Hot Springs.